# El Oro
El Oro é uma província localizada no sudoeste do Equador, na região geográfica de Costa. Limita ao norte com as províncias de Guayas e Azuay, a noroeste com o Golfo de Guayaquil, ao sul e a leste com a província de Loja, e a oeste com Tumbes, departamento do (Peru). Sua capital é a cidade de Machala, quarta maior cidade do país, considerada a "capital mundial da banana".

## Hidrografia
Os rios desta província nascem na cordilheira dos Andes e deságuam no Golfo de Guayaquil. O mais importante de todos é o rio Jubones, que atravessa a província de leste a oeste e deságua perto das cidades de El Guabo e Machala.
Nesta província também se pode destacar o rio Arenillas, o rio Zarumilla, que forma a fronteira com o Peru e o rio Puyango, que separa El Oro da província de Loja.

## Economia
Esta província está dividida em duas áreas: no noroeste, se encontra as planícies, onde se cultiva banana, a principal fonte econômica da província; aqui se encontra Machala, a capital, e outras cidades importantes como Santa Rosa, Arenillas e Huaquillas.
O sudeste, ao contrário, é cortado pela Cordilheira Ocidental dos Andes, e a temperatura vai descendo de acordo com a altitude. As cidades principais desta área são Piñas, famosa por suas orquídeas, Portovelo, célebre por suas minas de ouro, que dão nome a província, e Zaruma, conhecida por sua arquitetura colonial.

## Cantões
El Oro se divide em 14 cantões (capitais entre parênteses):
- Arenillas (Arenillas)
- Atahualpa (Paccha)
- Balsas (Balsas)
- Chilla (Chilla)
- El Guabo (El Guabo)
- Huaquillas (Huaquillas)
- Las Lajas (La Victoria)
- Machala (Machala)
- Marcabelí (Marcabelí)
- Pasaje (Pasaje)
- Piñas (Piñas)
- Portovelo (Portovelo)
- Santa Rosa (Santa Rosa)
- Zaruma (Zaruma)